# قانون الجنسية المصرية
ويستند قانون الجنسية المصرية على خليط من مبادئ حق الدم و حق الإقليم مع بعض التعديلات وبعبارة أخرى كلا من مكان الميلاد والأبوة المصرية هي ذات الصلة لتحديد ما إذا كان الشخص مواطنا مصريا.

## اكتساب الجنسية

### يعتبروا مصريين
وفيما يلي أسماء المواطنين المصريين:
- أولئك الذين استقروا في مصر منذ 5 نوفمبر 1914 وليسوا من رعايا الدول الأجنبية وحافظوا على إقامتهم في مصر حتى يدخل القانون الحالي حيز التنفيذ.
- أو من كان في 22 فبراير 1958 يتمتع بالجنسية المصرية وفقا لأحكام القانون رقم 391 لعام 1956 بشأن الجنسية المصرية.
- أو الذين اكتسبوا جنسية الجمهورية العربية المتحدة عملا بأحكام القانون رقم 82 لسنة 1958 بشأن جنسية الجمهورية العربية المتحدة.
  - أو بالولادة من الأب أو الأم التي تعتبر مصرية وفقا للبند 2 من هذه المادة أو بالولادة في المنطقة المصرية من الجمهورية العربية المتحدة أو إذا منحت جنسية الجمهورية العربية المتحدة له على أساس الولادة أو الإقامة في المنطقة المصرية أو على أساس الأصل المصري أو تقديم خدمات مشرفة لحكومة المنطقة المصرية أو لأنه رئيس الطائفة الدينية المصرية العاملة في المناطق المصرية.
  - أما الذين يعتبرون مصريين بموجب قوانين الجنسية الصادرة قبل صدور القانون رقم 82 لسنة 1958 فقد فقدوا جنسيتهم واستعادوها لاحقا أو أعيدوا إليها بموجب القانون رقم 82 المشار إليه في هذه الوثيقة.
  - أو المرأة الأجنبية التي حصلت على جنسية الجمهورية العربية المتحدة بموجب أحكام القانون رقم 82 لعام 1958 المشار إليه من قبل سواء من خلال الزواج من شخص يعتبر مصري وفقا لأحكام البند 2 من هذه المادة أو (أ) و (ب) من ذلك البند أو لأن زوجها الأجنبي اكتسب الجنسية المصرية.[2]

### الولادة في مصر
يعتبر الأطفال المولودون في مصر مواطنين مصريين:
- إذا كانت الأم مواطنة مصرية وجنسية الأب غير معروفة أو عديم الجنسية وقت الولادة.
- إلى أم مصرية ولكن لم تثبت قرابة الأب بشكل قانوني.
- إلى الآباء غير المعروفين.[3]

### الولادة لأحد الوالدين المصريين
وفيما يلي أسماء المواطنين المصريين:
- أولئك الذين ولدوا لأحد الوالدين المصريين أو لديهم جد مصري.
- أما المولودون في الخارج وأم مصرية وأب مجهول أو أب غير عديمي الجنسية أو أب لم تعرف جنسيته إذا كان يختار الجنسية المصرية خلال سنة واحدة من بلوغه سنه بشرط أن يبلغ وزير الداخلية ويختاره بعد إقامته العادية في مصر ولا يعترض وزير الداخلية عليه في غضون سنة واحدة من تاريخ استلام النصيحة من الوزير.
- من له أصل مصري عندما يتقدم بطلب للحصول على الجنسية المصرية بعد 5 سنوات من الإقامة العادية في مصر وبشرط أن يكون قد بلغ بالفعل السن الكامل وقت تقديم الطلب. يقصد بمصطلح «الأصل المصري» متطلبات هذا القانون أي مصري في حالة عدم وجود عنصر الإقامة المطلوب بالنسبة له أو والده أو زوجه أو عدم القدرة على إقامة مثل هذا الدعم السكني قد أعاق الاعتراف بالجنسية المصرية إذا ولد أحد أسلافه أو أسلاف الزوج في مصر.[4]

### عن طريق الزواج
ويمكن لأزواج المواطنين والمواطنات المصرييين التقدم بطلب للحصول على الجنسية (بموافقة الزوج أو الزوجة المصري) والحصول على الجنسية بعد سنتين على ألا ينتهي الزواج إلا في حالة وفاة الزوج.
ومع ذلك يجوز لوزارة الداخلية أن تصدر مرسوما يحرم الزوجة من الحصول على الجنسية المصرية خلال فترة السنتين ولكن يمكن رفض هذا الرفض في المحكمة.

### التجنس
ويجوز تجنيس الشخص كمواطن مصري بعد 10 سنوات على الأقل من الإقامة في مصر.
عادة يجب أن يكون عمر الشخص 21 عاما أو أكثر لكي يصبح مواطنا مصريا. الأطفال الذين تقل أعمارهم عن 21 عاما يحصلون عادة على الجنسية المصرية تلقائيا من بعد تجنيس الوالد المسؤول.
يجب على جميع المتقدمين أيضا تلبية المعايير التالية:
- أن يكون عاقل ذهنيا ولا توجد أي إعاقة تجعل منه عبئا على المجتمع.
- وأن يكون حسن السلوك والسمعة، وأنه لا يجوز فرض عقوبة جنائية أو عقوبة تقيد حريته في جريمة ضد الشرف ما لم يكن قد أعيد تأهيله.
- الإلمام باللغة العربية.
- لديه وسيلة قانونية لكسب عيشه.

ويمكن لغير المصريين الذين حصلوا على الجنسية المصرية ممارسة الحقوق السياسية بعد 5 سنوات ويمكن انتخابهم أو تعيينهم في أي هيئة برلمانية بعد 10 سنوات.
على الرغم من ذلك يجوز بموجب المرسوم الرئاسي أن يعفى من القيود الأولى أو أن يكون كلا القيدين معا. ويجوز لوزير الداخلية أن يعفي بموجب مرسوم من انضموا إلى القوات المسلحة المصرية وقاتلوا في صفوفهم من القيود الأولى أو كليهما معا. ويمكن منح الجنسية المصرية بموجب مرسوم رئاسي. دون أن تكون ملزمة بالقيود المنصوص عليها في القانون لأي أجنبي يقدم خدمات مشرفة لمصر وكذلك لرؤساء الطوائف الدينية المصرية.

## فقدان الجنسية المصرية

### فقدان الجنسية
ويجوز للمواطن المصري أن يسقط طوعا جنسيته عن طريق اكتساب جنسية أجنبية وذلك بعد الحصول على إذن بذلك وذلك بإصدار قرار من وزير الداخلية وفي هذه الحالة يكون المصري مصريا على الجنسية المصرية إذا سمح له بالحصول على الجنسية الأجنبية.

### سحب الجنسية
- يجوز سحب الجنسية المصرية بمرسوم مبرر من مجلس الوزراء من الذين حصلوا عليها بوسائل مزورة أو بيانات خاطئة في غضون 10 سنوات من تاريخ اكتساب الجنسية المصرية.
- يجوز سحب الجنسية المصرية من من حصل عليها بالتجنس أو بالزواج خلال خمس سنوات من تاريخ حصولها في أي من الحالات التالية:
  - إذا صدر حكم ضده في جريمة جنائية أو عقوبة تقيد حريته في جريمة ضد الشرف.
  - إذا صدر حكم قضائي ضده في جريمة ضد سلامة الدولة سواء من الخارج أو داخل البلد.
  - إذا فشل في الإقامة في مصر لمدة سنتين متتاليتين وغيابه لم يكن مقبولا من قبل وزير الداخلية.
  - إذا حصل على الجنسية الإسرائيلية.
- كما يجوز سحب الجنسية المصرية بقرار من مجلس الوزراء في أي من الحالات التالية:
  - إذا حصل على جنسية أجنبية على نحو غير ما هو منصوص عليه في المادة الفرعية رقم 10.
  - إذا قبل الانضمام إلى الخدمة العسكرية في بلد أجنبي دون ترخيص مسبق من وزير الحرب.
  - إذا كان مقر إقامته المعتادة في الخارج وصدر حكم قضائي يدينه في جريمة تضر بأمن الدولة من الخارج.
  - إذا قبل وظيفة في الخارج مع حكومة أجنبية أو هيئة أجنبية أو دولية ويبقى في هذا المنصب على الرغم من صدور سبب مبرر من مجلس الوزراء يأمره بالانسحاب من هذا المنصب إذا كانت إقامته في هذا المنصب تشكل تهديدا للمصالح العليا للبلاد وهذا إذا استمر في هذا المنصب أكثر من ستة أشهر من تاريخ إخطاره بالأمر في منصبه في الخارج
  - وإذا كان إقامته العادية في الخارج وانضم إلى هيئة أجنبية تشمل أغراضها العمل على تقويض النظام الاجتماعي أو الاقتصادي للدولة باستخدام القوة أو بأي وسيلة أخرى غير مشروعة.
  - إذا كان يعمل لدولة أجنبية أو حكومة أجنبية في حالة حرب مع مصر أو قطعت معها العلاقات الدبلوماسية واستمراره في العمل من أجل هذه الدولة أو الحكومة من شأنه أن يشكل ضررا للجيش المصري أو الدبلوماسي أو الاقتصادي أو تؤثر سلبا على أي مصلحة وطنية أخرى.

## استئناف الجنسية المصرية
يجوز إعادة الجنسية المصرية بقرار من وزير الداخلية إلى الشخص الذي تم سحبه منه أو مصادرته بعد انقضاء خمس سنوات على سحبه أو إسقاطه. ويجوز أيضا إعادة الجنسية المصرية بموجب مرسوم رئاسي. ويجوز أيضا إلغاء المرسوم الذي يسحب أو يغادر الجنسية المصرية بقرار من وزير الداخلية إذا كان قرار الانسحاب أو المصادرة يستند إلى الغش أو الخطأ.
ويجوز أيضا إعادة الجنسية المصرية بقرار من وزير الداخلية إلى شخص قد أسقطه بالحصول على جنسية أجنبية بعد منحه الإذن بذلك.

## الجنسية المزدوجة
وبموجب القانون المصري، يعتبر الحصول على جنسية أخرى أمرا مقبولا ولكنه يقتضي أن يبلغ من يتقدمون بطلب جنسية أخرى المسؤولين المصريين المناسبين. ويجوز للمصريين الذين حصلوا على جنسية أجنبية أن يحتفظوا بجنسيتهم المصرية إذا سمحت لها البلد الآخر بذلك وإذا كان ذلك في غضون فترة لا تتجاوز سنة واحدة من تاريخ حصوله على الجنسية الأجنبية ويعلن رغبته في الاحتفاظ بجنسيته المصرية. ويجوز للأشخاص الذين يجنسون الجنسية المصرية أن يحتفظوا بجنسيتهم الأصلية إذا سمحت بها البلد الآخر. وهذا يتناقض مع بعض البلدان الآسيوية مثل الهند والصين واليابان التي يفقد مواطنوها الجنسية الأصلية عندما يأخذون طوعا آخر. ويتعين على المواطنين المصريين الذين لديهم والد واحد على الأقل ولد في اليابان أن يختاروا بحلول سن ال 22 ما إذا كانوا سيحتفظون بجنسيتهم اليابانية أو المصرية.
ومع ذلك يعفى أصحاب الجنسية المزدوجة من الخدمة العسكرية ويحظر عليهم التسجيل في أكاديميات عسكرية وأخرى للشرطة أو ينتخبون للبرلمان.
وبما أن مصر هي في المقام الأول ولاية جنائية فإن وضع الأشخاص المولودين لأبوين مصريين في البلدان التي تعمل بموجب قواعد القانون الجنائي هو أمر معقد إلى حد ما. ومن الأمثلة على ذلك طفل المصريين المولودين في الولايات المتحدة حيث يكون أي شخص يولد يخضع لولايته تلقائيا مواطنا: على افتراض أن كلا الوالدين مصريين ولكن ليسا مواطنين أمريكيين فإن الطفل دون شك تلقائيا مواطن أمريكي بموجب القانون الأمريكي ومواطن مصري بموجب القانون المصري. في حين أن موقف الحكومة الأمريكية بشأن المواطنة المصرية للطفل واضح (الولايات المتحدة ستعترف به بلا شك) لا يمكن إعلام مصر باقتناء الجنسية الأمريكية في إطار الإطار الزمني المحدد لسنة واحدة حيث أن المواطن المعني هو الرضع وغير القادرين على الكلام. ولذلك حتى إذا كان الطفل مسجلا لدى السلطات المصرية وحصل على شهادة ميلاد مصرية (إثبات الجنسية المصرية) فمن غير الواضح ما إذا كانت مصر ستعترف بالجنسية الأجنبية على الإطلاق في سياقات رسمية.

## التعديلات الأخيرة
في عام 2004 تم تعديل قانون الجنسية ليشمل حق المواطنة لأولئك المولودين لأب أو أم مصرية في تبني مبدأ المساواة بين الجنسين. ويقيم التعديل وضع أطفال أم مصرية وأب غير مصري بغض النظر عن جنسية الأب غير المصري على غرار أطفال أب مصري وأم غير مصرية.
في شهر يوليو 2018 يقر مجلس النواب تعديلات على قانور الإقامة والجنسية تتضمن:
[ وينص مشروع القانون على إضافة فقرة 4 في تقسيم الأجانب من حيث الإقامة وهي «أجانب ذوى إقامة بوديعة»، وتمنح لهم الجنسية بعد 5 سنوات من إيداعها، على ألا تقل عن 7 ملايين جنيه أو ما يعادلها بالعملة الأجنبية، (285 ألف دولار تقريبا)] .
في شهر يوليو 2019 مجلس النواب يوافق على تعديلات جديدة على قانون الإقامة والجنسية ومن ضمن هذه التعديلات:
- [ ونص مشروع القانون في المادة (4 مكرراً) على أنه يجوز لرئيس مجلس الوزراء - بناء على عرض الوحدة المشار إليها في المادة (4 مكرراً 1) والتي سيتم إنشاؤها بمجلس الوزراء لفحص طلبات التجنس المقدمة - منح الجنسية المصرية لكل أجنبي قام بشراء عقار مملوك للدولة أو لغيرها من الأشخاص الاعتبارية العامة، أو بإنشاء مشروع استثماري وفقا لأحكام قانون الاستثمار الصادر بالقانون رقم 72 لسنة 2017، أو بإيداع مبلغ مالي بالعملة الأجنبية كإيرادات مباشرة تؤول إلى الخزانة العامة للدولة أو كوديعة في حساب خاص بالبنك المركزي]
- [ وتنص المادة المستحدثة:(4 مكررًا 2)، على أن يقدم طلب التجنس وفقا للمادة (4 مكررا) في مقر الوحدة أو على موقعها الإلكترونى مستوفيا البيانات والمستندات المطلوبة، وذلك بعد أداء رسم قيمته 10 آلاف دولار أمريكى أو ما يعادله بالجنيه المصرى يسدد بموجب تحويل بنكى من الخارج.ولمقدم الطلب إبداء رغبته في الحفاظ على سرية طلبه وما يتصل به من قرارات ] .وتقوم الوحدة بفحص الطلب والبت فيه بصفة مبدئية في موعد أقصاه ثلاثة أشهر من تاريخ تقديمه، مع مراعاة اعتبارات الأمن القومي.وفي حالة الموافقة المبدئية على الطلب من رئيس مجلس الوزراء، يمنح طالب التجنس حق الإقامة المؤقتة في مصر لمدة ستة أشهر، وذلك لاستكمال الإجراءات والبيانات والمستندات اللازمة لاستصدار القرار النهائى بشأن الطلب. 
في 2 مارس/آذار 2023، يَسّرت الحكومة المصرية شروط الحصول على الجنسية المصرية بطريق الاستثمار أو إداع مبلغ بالدولار الأمريكيّ أو شراء منشآت. خُفّض المبلغ المطلوب دفعه مقابل شراء عقار مملوك للدولة من 500 ألف دولار في 2019 إلى 300 ألف دولار، مع إمكانية تقسيط المبلغ خلال سنة، يُمنح خلالها الشاري إقامة سياحية حتى اكتمال سداد المبلغ. وبالنسبة للمشاريع الاستثمارية، فبدلا من المساهمة بمبلغ 400 الف دولار، أصبح 350 ألف دولار على أن يودع 100 ألف دولار من الإيرادات في الخزانة العامة مباشرة، ولا تُرد. أما الودائع، فبدلا من إيداع 750 ألف دولار لمدة خمس سنوات أو مليون دولار لمدة 3 سنوات، أصبحت 500 ألف دولار على أن تودع لمدة 3 سنوات ثم تُسترد بعدها بالجنيه المصري بسعر الصرف عندها دون فوائد. ويمكن منح الجنسية بمقابل ماليّ يبلغ 250 ألف دولار، يمكن تقسيطها مع منح الشاري إقامة سياحية خلال فترة التقسيط، مع منحه الجنسية بعد سداد كامل المبلغ.

## روابط خارجية
- Ministry of foreign Affairs
- Egyptian Government
- Ministry of Manpower and Emigration